# Erdély-tüntetés
1988 június 27-én nyolcvan-százezren tüntettek békésen a budapesti Hősök terén, valamint a román nagykövetség előtt az erdélyi magyar falvak lerombolása ellen. A rendszerváltozáshoz vezető politikai események sorában az első, ezért precedens értékű demonstráció megmutatta a magyar polgárok aktivitását, ami üzenet volt a kádári rendszer irányítói felé.

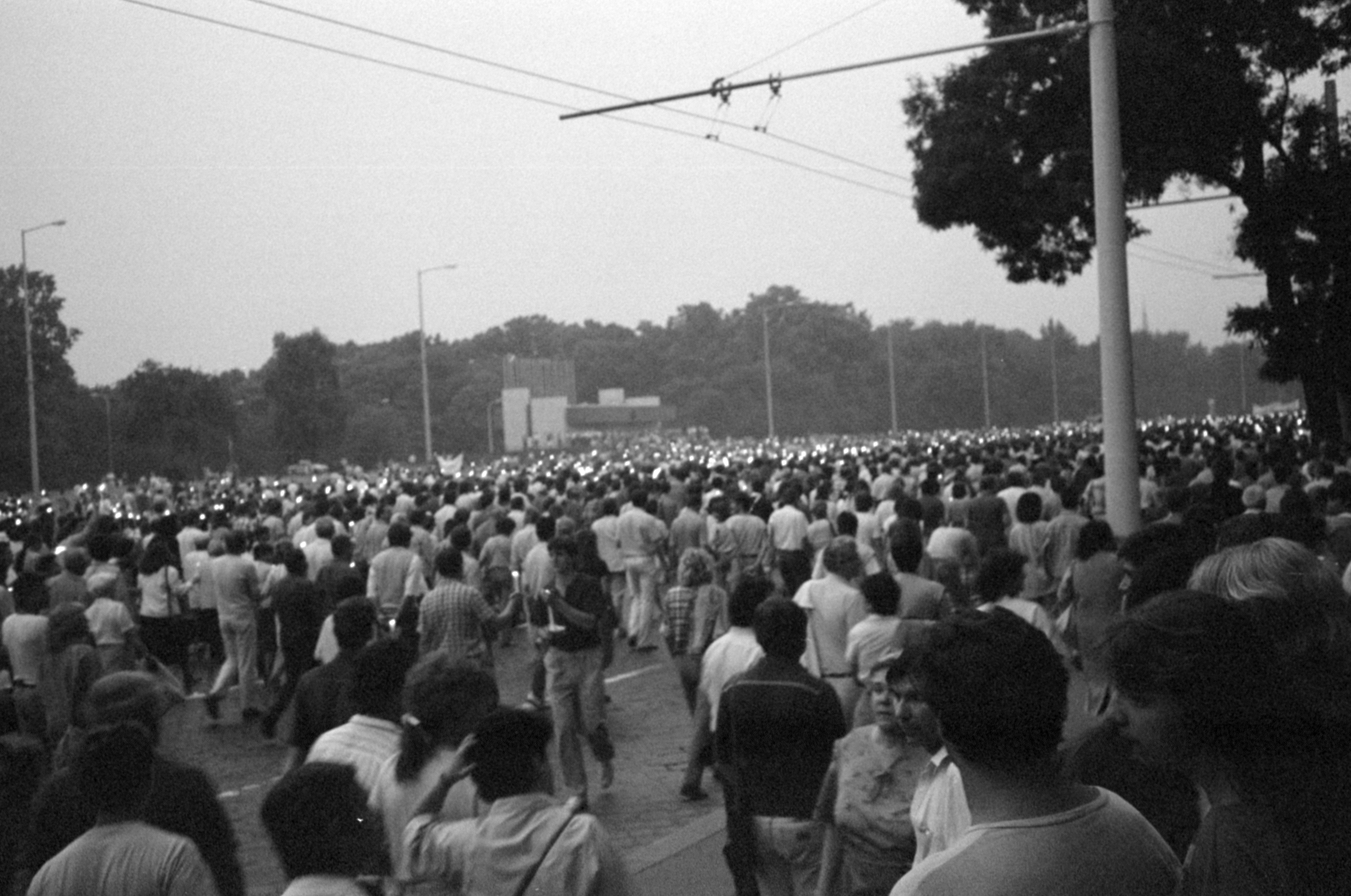
Fortepan 136970

## Az Erdély-tüntetés
A romániai falurombolás és Nicolae Ceaușescu kisebbségellenes politikája ellen 1988 nyarán Budapesten megszervezett Erdély-tüntetés a rendszerváltozáshoz vezető társadalmi-politikai folyamatok egyik legfontosabb eseménye volt. Korábban, 1956 októbere óta nem kerülhetett sor több ezer fő részvételével létrejött demonstrációra Magyarországon.

## Előzmények
Nicolae Ceaușescu román államfő 1988. április 29-én bejelentette, hogy az általa elmaradottnak ítélt, falusias településhálózatot fel kell számolni. A „településrendezési és szisztematizálási program” keretében Románia 13 ezer falva közül 7-8 ezret terveztek megsemmisíteni, és helyettük agráripari centrumokat hoztak volna létre. A terv hátrányosan érintette volna Románia nemzetiségeit, köztük különösen az erdélyi magyarságot. A magyarlakta falvak többsége egyrészt nem érte el az életképesnek nyilvánított két-háromezer főnyi alsó határt, de a romániai magyar lakta városok történelmi központjainak lerombolása is a program része volt.
Az 1987 szeptemberében megalakult Magyar Demokrata Fórum alapító nyilatkozatában kiemelten is hangsúlyozta a magyar kisebbségek iránt érzett szolidaritás fontosságát. Az ország határain kívül élő magyar nemzetiségek megmaradásáért folyó küzdelmet az MDF egyik alapvető feladatának tekintette. Nem csupán a kivándorlást kiváltó jogtalanságokra, a menekültek segélyezésére koncentráltak, hanem a szülőföldre való visszatérés lehetőségét is döntően fontos szempontnak tartották. Ennek jegyében Joó Rudolf koordinálásával feltáró munka vette kezdetét, melynek eredményeképp 130 oldalas jelentést közöltek az erdélyi helyzetről, az ott élő kisebbségek életkörülményeiről.
1988. január 29-én alakult meg a Romániából érkező menekültek támogatására a Menedék Bizottság, mely a demokratikus ellenzékhez és az 1979-ben szerveződő Szegényeket Támogató Alap (SZETA) köréhez kapcsolódott.

## Szervezés
1988 januárjában vezető magyarországi értelmiségiek egy, a román népnek címzett levelet fogalmaztak meg, melyben együttérzésüket fejezték ki a diktatúra okozta szenvedések miatt. A levelet 420-an írták alá, többek között Csoóri Sándor, Mészöly Miklós, Szabó Miklós, Kiss Gy. Csaba, Für Lajos, Bíró Zoltán és Vásárhelyi Miklós.
A magyarországi ellenzéki mozgalmak – akkori nevükön alternatív szervezetek – részéről széles társadalmi bázison nyugvó tiltakozás terve fogalmazódott meg. Először május 16-án, a Magyar Demokrata Fórum a Jurta Színházban tartott, Nyilvánosság című fórumán hangzott el, hogy május 30-ára nagyszabású tiltakozó demonstrációt szerveznek a román nagykövetség budapesti épülete elé.
A tüntetés menetéről és időpontjáról május végén született döntés és ezután kezdődött meg a szervezés. Hivatalosan számos szervezet vett ebben részt, de az előkészítő és szervező munka zömét az Erdélyt Védő Magyarországi Független Bizottság és a Széchenyi Casino végezte. Két fontos kérdés merült fel: hogyan lehet minél több embert tájékoztatni a demonstrációról, illetve biztosítani a legális kereteket. A tüntetés nyílt meghirdetésére a korabeli, a diktatúra által ellenőrzött médián keresztül nem volt lehetőség. A június 27-ét megelőző vasárnap A Hét című tévéműsor beszámolt ugyan a rendezvény helyszínéről és időpontjáról, de csak azzal az ürüggyel volt erre mód, hogy a BRFK tüntetéssel kapcsolatos figyelmeztetéseit tették közre, amelyek rendbontástól és provokációtól óvtak. A tüntetésre való toborzás tehát főként még mozgalmi eszközökkel történt, plakáton, röplapokon és személyes kapcsolatokon keresztül terjesztették a rendezvény hírét.
Június 6-ra készült el Csurka István fogalmazásában a tüntetésre szóló felhívás, amit Aknay János szentendrei művész plakátjával együtt tízezres példányszámban nyomtattak ki. 1988 nyarán még nem létezett a jogállamiságnak megfelelő gyülekezési törvény. A tüntetések kezelése, engedélyezése, az esetleges rendőri fellépés kérdése politikai döntésen múlott. Június 20-án Fejti György, az MSZMP KB titkára fogadta a Csurka István, Bíró Zoltán, Kósa Ferenc, Makovecz Imre, Czine Mihály és Pálffy István alkotta küldöttséget, majd ott közölte, hogy feltételeinek elfogadása esetén nem fogják megakadályozni a tüntetést. Feltételei a következők voltak: ne hangozzanak el rendszerellenes kijelentések, se soviniszta jelszavak, és ne legyenek utcai rendbontások, a megfelelő lebonyolításáért pedig a rendezőket személyes felelősség terheli.

## A demonstráció
1988. június 27-én este 7 órára százezer fő körüli tömeg gyűlt össze a fővárosi Hősök terére, miközben a szervezők harmincezer embert vártak. A több száz karszalagos rendezői gárda – melynek tagjai korábban soha ilyen feladatot nem láttak még el –, remek munkát végzett; a tüntetés minden provokáció és mellékzönge nélkül, méltósággal zajlott le. A romániai menekültek több száz fős csoportját Csoóri Sándor kísérte be a térre, őket nagy tapssal fogadták az emberek.
A román nagykövetséget pajzsos rendőrsorfal védte. Az ott dolgozó diplomaták a tüntetés delegációját nem fogadták, a tiltakozó memorandumot nem vették át. Válaszul másnap bezárták a kolozsvári magyar főkonzulátust, munkatársaikat kiutasították az országból. Az új konzulátus megnyitására kilenc év múlva került csak sor.
Ceausescu 1988. április 29-i bejelentését követően megkezdték a romániai falvak felmérését. A kitelepítéseket Románia Kárpátokon túli részén meg is kezdték, de mélyreható rombolást nem tudtak végezni. A nemzetközi tiltakozások és szűkös anyagi források egyaránt nehezítették a civilizálatlan terv végrehajtását, az 1989 decemberében kirobbant romániai forradalom pedig végleg véget vetett a településrendezésnek és Ceaușescu diktatúrájának is.